# 2-я Кронштадтская крепостная минная рота
2-я Кронштадтская крепостная минная рота (до 1910 года — Либавская крепостная минная рота) — российская инженерная войсковая часть, существовавшая в период с 1901 по 1916 год.
Праздник части — 9 мая. Старшинство по состоянию на 1914 год не установлено.

## История
Сформирована 18 (31) декабря 1901 года как Либавская крепостная минная рота для минной обороны строившейся тогда приморской Либавской крепости. С приходом к власти в Российской императорской армии Сухомлинова приграничные крепости военному министерству были признаны нецелесообразными, Либава одной из первых попала в число упраздняемых крепостей, морская оборона военного порта Александра III-го потеряла актуальность, поэтому Либавскую крепостную роту в 1910 году перечислили в состав Кронштадтской крепости, переименовав во 2-ю Кронштадтскую крепостную минную роту, одновременно с этим началась ликвидация и самой Либавской крепости. Когда в мае 1910 года сменивший Сухомлинова на посту начальника генштаба Е. А. Гернгросс приказ об упразднении крепостей отменил, то в Либаве осталась лишь часть приморских батарей береговой обороны, а сухопутный фронт крепости был уже взорван и этим её обороноспособность была фактически уничтожена (тем не менее, на 1912 часть минной роты ещё дислоцировались в Либаве).
Осенью 1914 года рота вместе с рабочим батальоном и прочими инженерными частями Кронштадтской крепости составила Кронштадтскую крепостную сапёрную бригаду, в которую вошли все инженерные части Кронштадтской крепости — сапёры, минёры, связисты, рабочий (строительный) батальон.
В январе 1917 года из 1-й Кронштадтской крепостной минной роты и 2-й Кронштадтской крепостной минной роты был составлен Кронштадтский крепостной минный батальон.

## Участие в Боевых Действиях
В боевых действиях 2-й Кронштадтской минной роте довелось принять крайне ограниченное участие.
В связи с Русско-японской войной 1904—1905 годов, рота отмобилизована к отражению возможного нападения Royal Navy на Либаву, но оно не состоялось. Тем не менее береговая оборона Либавской крепости была приведена в полную боевую готовность. В Первой мировой войне в период 1914—1917 годов участие 2-й Кронштадтской крепостной минной роты ограничилось выставлением минных заграждений вокруг Кронштадта и его поддержанием в рабочем состоянии. Но Германский флот в районе Кронштадта при наличии Крепости Петра Великого не мог оперировать.

## Назначение части
Изначально задачей части как Либавской крепостной минной роты, было выставление минных заграждений в акватории военного порта Александра III-го.
После перевода в Кронштадт задачей 2-й Кронштадтской крепостной минной роты стало выставление минных заграждений в акватории Финского залива, примыкающей к Кронштадтской крепости. Для выполнения этой задачи имела в своём составе специальные минные суда и плавсредства.
По назначению де-факто являясь флотской частью, рота комплектовалась и содержалась сухопутным ведомством, считаясь инженерной частью Российской императорской армии.

### Суда и плавсредства роты
Заградитель (минный транспорт, 1906)

примеч. Построен для Либавской Крепости(в Кронштадте имелся минный заградитель «Минёр» 1892 года постройки). К 1914 перечислен в состав 1-й Кронштадтской Крепостной Минной ротой

Подводная лодка № 1

Подводная лодка № 2

Подводная лодка № 3

## Знаки отличия части к 1914
Рота не имела знаков отличий, но суда и плавсредства, входившие в её состав, имели флаг особого образца 

примеч. знамён отдельным ротам не полагалось
 

### Флаг судов и плавсредств 2-й Кронштадтской Крепостной Минной роты
При переводе из Либавы и переименовании роты флаг судов и плавсредств был изменён.